# Großer Preis von Südafrika 1982
Der Große Preis von Südafrika 1982 (offiziell XVI Grand Prix of South Africa) fand am 23. Januar auf dem Kyalami Grand Prix Circuit in Midrand statt und war das erste Rennen der Formel-1-Weltmeisterschaft 1982.

## Berichte

### Hintergrund
Während der vergleichsweise kurzen Winterpause hatten sich einige Fahrerwechsel ereignet. Neben dem amtierenden Weltmeister Nelson Piquet ging fortan Riccardo Patrese für Brabham an den Start. Zum Einsatz kam direkt zum Saisonauftakt der neue Brabham BT50 mit einem Vierzylinder-Turbomotor von BMW. Damit startete Brabham als viertes Team nach Renault, Ferrari und Toleman ins Turbo-Zeitalter, dem die Zukunft in der Formel 1 zu gehören schien.
Patreses Platz bei Arrows sollte ursprünglich Marc Surer erhalten. Da dieser sich jedoch bei Testfahrten in Kyalami im Vorfeld der Saison verletzte, wurde Brian Henton engagiert. Als Ersatz für Siegfried Stohr, der seine Rennfahrerkarriere beendet hatte, kam der italienische Debütant Mauro Baldi ins Team. Mit Riccardo Paletti und Teo Fabi gab es zudem noch zwei weitere Neulinge aus Italien. Paletti wurde neuer Teamkollege von Jean-Pierre Jarier bei Osella und Fabi nahm den ehemaligen Platz von Henton bei Toleman an der Seite von Derek Warwick ein.
Nach dem Rücktritt von Alan Jones wurde der zweite Platz bei Williams neben Carlos Reutemann an Keke Rosberg vergeben. Dessen Vorjahres-Cockpit wurde nicht neu besetzt. Stattdessen trat das finanziell angeschlagene Fittipaldi-Team mit nur noch einem Fahrzeug an, welches weiterhin von Chico Serra pilotiert wurde.
Niki Lauda, der nach zwei Jahren Abstinenz in die Formel 1 zurückkehrte, wurde Teamkollege von John Watson bei McLaren. Er verdrängte dort Andrea de Cesaris, der daraufhin zu Alfa Romeo wechselte, um dort Mario Andretti zu ersetzen, der sich zunächst wieder auf Rennen in seiner US-amerikanischen Heimat konzentrieren wollte.
Eddie Cheever wechselte von Tyrrell zu Ligier, wo er Patrick Tambay ersetzte. Slim Borgudd nahm daraufhin Cheevers Platz bei Tyrrell ein und wurde bei ATS durch Manfred Winkelhock ersetzt. Das Team setzte zudem einen zweiten Wagen ein, der von Eliseo Salazar pilotiert wurde. Dessen ehemaliges Team Ensign plante die Verpflichtung des kolumbianischen Neulings Roberto Guerrero. Da diese jedoch nicht rechtzeitig zu Stande kam, verzichtete das Team auf die Teilnahme am ersten Rennen.
March präsentierte sich zu Saisonbeginn mit dem neuen Hauptsponsor Rothmans, den Piloten Jochen Mass und Raul Boesel sowie dem neuen Typ 821 und dem Wechsel zum Reifenausstatter Pirelli völlig neu aufgestellt.
Ferrari, Renault und Lotus behielten jeweils die Fahrerpaarungen bei, mit denen sie die Saison 1981 abgeschlossen hatten. Die meisten Teams starteten mit Vorjahresmodellen in die neue Saison.
Nelson Piquet bestritt seinen 50. Grand Prix.
Der südafrikanische Grand Prix 1982 ist bis heute das letzte Formel-1-Rennen, das im Januar ausgetragen wurde.

### Training
Bei den Fahrern herrschte Unmut über einen Vertrag, den sie unterschreiben mussten, um die von der FISA neu geschaffene Superlizenz zu erhalten. Darin war geregelt, in welcher Abhängigkeit die Fahrer zu ihren Teamchefs standen. Angeführt von Rückkehrer Lauda bestreikten die Fahrer die ersten freien Trainingseinheiten sowie das erste der zwei geplanten Qualifikationstrainings. Stattdessen zogen sie sich in ein nahegelegenes Hotel zurück und diskutierten einen Kompromissvorschlag, der schließlich von der FISA akzeptiert wurde, sodass das zweite Qualifying sowie das Rennen stattfinden konnten.
René Arnoux qualifizierte sich für die Pole-Position vor Piquet und Gilles Villeneuve. Auf dem vierten Platz folgte Riccardo Patrese vor Alain Prost und Didier Pironi. Als bester Fahrer ohne Turbomotor erreichte Rosberg den siebten Startplatz neben seinem Teamkollegen Reutemann.
Da im Gegensatz zum Vorjahr, als das Starterfeld meist auf 24 Fahrzeuge begrenzt war, in dieser Saison zumeist 26 Starter zugelassen wurden, scheiterten nur vier der 30 angereisten Piloten an der Qualifikation.

### Rennen
Während Arnoux die Führung übernahm, konnte Prost während der ersten Runde den zweiten Rang vor den beiden Ferrari von Villeneuve und Pironi einnehmen. Dahinter folgte Rosberg vor Patrese. Piquet fiel nach einem schlechten Start zunächst auf den 13. Platz zurück und schied in der vierten Runde aufgrund eines Bremsdefektes aus.
Bis zur sechsten Runde wurde Rosberg durch Patrese und Reutemann auf den siebten Rang verdrängt, gelangte jedoch bereits im folgenden Umlauf durch den technisch bedingten Ausfall Villeneuves wieder in die Punkteränge.
Prost nutzte in der 14. Runde die Tatsache aus, dass Arnoux durch zu überrundenden Kontrahenten aufgehalten wurde, und ging in Führung. Da Patrese in der 18. Runde aufgrund eines Motorschadens ausfiel und Pironi wenig später die Boxen ansteuerte, um seine Reifen wechseln zu lassen, gelangten die McLaren-Piloten Lauda und Watson in die Punkteränge.
Prost ließ am Ende der 41. Runde an der Box ebenfalls seine Reifen wechseln und fiel dadurch auf den achten Rang zurück. Pironi hatte sich derweil wieder bis auf den dritten Platz zurückgekämpft. Prost gelang wenig später eine noch beeindruckendere Aufholjagd als seinem Landsmann, die ihn bis zur 68. Runde wieder an die Spitze brachte.

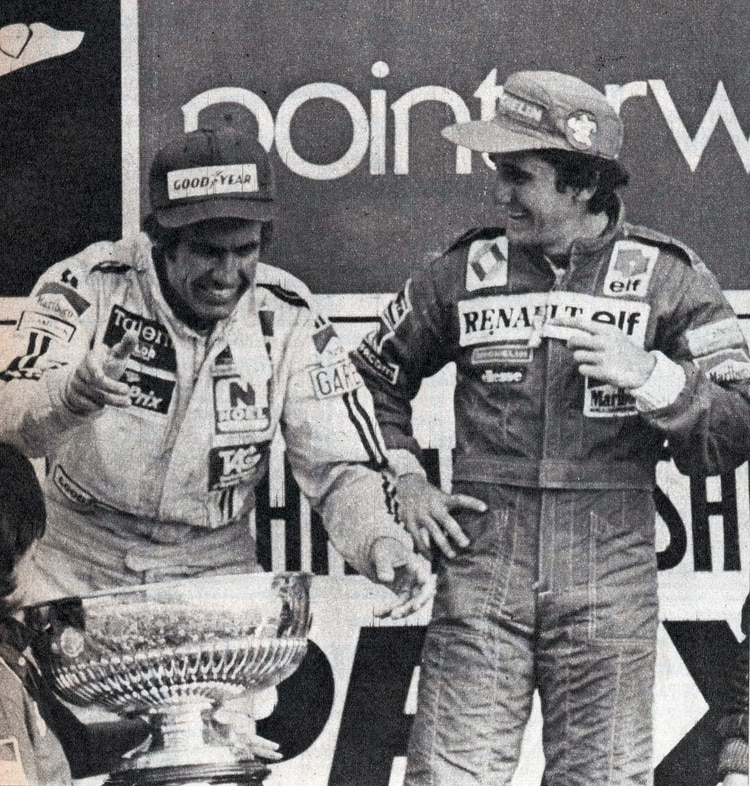
Carlos Reutemann und Alain Prost auf dem Podium.

Während Pironi auf die letzte Position zurückfiel, überholte Reutemann sechs Runden vor dem Ende des Rennens Arnoux und wurde somit Zweiter. Lauda, der rund zehn Runden vor Schluss Rosberg und Watson überholt hatte, wurde vor diesen beiden Vierter.

## Meldeliste
| Team                           | Nr. | Fahrer             | Chassis         | Motor                    | Reifen |
| ------------------------------ | --- | ------------------ | --------------- | ------------------------ | ------ |
| Parmalat Racing Team           | 01  | Nelson Piquet      | Brabham BT50    | BMW M12/13 1,5 L4t       | G      |
| Parmalat Racing Team           | 02  | Riccardo Patrese   | Brabham BT50    | BMW M12/13 1,5 L4t       | G      |
| Team Tyrrell                   | 03  | Michele Alboreto   | Tyrrell 011     | Ford Cosworth DFV 3.0 V8 | G      |
| Team Tyrrell                   | 04  | Slim Borgudd       | Tyrrell 011     | Ford Cosworth DFV 3.0 V8 | G      |
| TAG Williams Team              | 05  | Carlos Reutemann   | Williams FW07C  | Ford Cosworth DFV 3.0 V8 | G      |
| TAG Williams Team              | 06  | Keke Rosberg       | Williams FW07C  | Ford Cosworth DFV 3.0 V8 | G      |
| Marlboro McLaren International | 07  | John Watson        | McLaren MP4/1B  | Ford Cosworth DFV 3.0 V8 | M      |
| Marlboro McLaren International | 08  | Niki Lauda         | McLaren MP4/1B  | Ford Cosworth DFV 3.0 V8 | M      |
| Team ATS                       | 09  | Manfred Winkelhock | ATS D5          | Ford Cosworth DFV 3.0 V8 | A      |
| Team ATS                       | 10  | Eliseo Salazar     | ATS D5          | Ford Cosworth DFV 3.0 V8 | A      |
| John Player Team Lotus         | 11  | Elio de Angelis    | Lotus 87B       | Ford Cosworth DFV 3.0 V8 | G      |
| John Player Team Lotus         | 12  | Nigel Mansell      | Lotus 87B       | Ford Cosworth DFV 3.0 V8 | G      |
| Équipe Renault Elf             | 15  | Alain Prost        | Renault RE30B   | Renault EF1 1.5 V6t      | M      |
| Équipe Renault Elf             | 16  | René Arnoux        | Renault RE30B   | Renault EF1 1.5 V6t      | M      |
| March Grand Prix Team          | 17  | Jochen Mass        | March 821       | Ford Cosworth DFV 3.0 V8 | P      |
| March Grand Prix Team          | 18  | Raul Boesel        | March 821       | Ford Cosworth DFV 3.0 V8 | P      |
| Fittipaldi Automotive          | 20  | Chico Serra        | Fittipaldi F8D  | Ford Cosworth DFV 3.0 V8 | P      |
| Marlboro Team Alfa Romeo       | 22  | Andrea de Cesaris  | Alfa Romeo 179D | Alfa Romeo 1260 3.0 V12  | M      |
| Marlboro Team Alfa Romeo       | 23  | Bruno Giacomelli   | Alfa Romeo 179C | Alfa Romeo 1260 3.0 V12  | M      |
| Équipe Talbot Gitanes          | 25  | Eddie Cheever      | Ligier JS17     | Matra MS81 3.0 V12       | M      |
| Équipe Talbot Gitanes          | 26  | Jacques Laffite    | Ligier JS17     | Matra MS81 3.0 V12       | M      |
| Scuderia Ferrari SpA SEFAC     | 27  | Gilles Villeneuve  | Ferrari 126C2   | Ferrari 021 1.5 V6t      | G      |
| Scuderia Ferrari SpA SEFAC     | 28  | Didier Pironi      | Ferrari 126C2   | Ferrari 021 1.5 V6t      | G      |
| Arrows Racing Team             | 29  | Brian Henton       | Arrows A4       | Ford Cosworth DFV 3.0 V8 | P      |
| Arrows Racing Team             | 30  | Mauro Baldi        | Arrows A4       | Ford Cosworth DFV 3.0 V8 | P      |
| Osella Squadra Corse           | 31  | Jean-Pierre Jarier | Osella FA1C     | Ford Cosworth DFV 3.0 V8 | P      |
| Osella Squadra Corse           | 32  | Riccardo Paletti   | Osella FA1C     | Ford Cosworth DFV 3.0 V8 | P      |
| Theodore Racing Team           | 33  | Derek Daly         | Theodore TY01   | Ford Cosworth DFV 3.0 V8 | A      |
| Candy Toleman Motorsport       | 35  | Derek Warwick      | Toleman TG181C  | Hart 415T 1.5 L4t        | P      |
| Candy Toleman Motorsport       | 36  | Teo Fabi           | Toleman TG181B  | Hart 415T 1.5 L4t        | P      |

## Klassifikationen

### Qualifying
| Pos. | Fahrer             | Konstrukteur    | Zeit       | Ø-Geschwindigkeit | Start |
| ---- | ------------------ | --------------- | ---------- | ----------------- | ----- |
| 01   | René Arnoux        | Renault         | 1:06,351   | 222,670 km/h      | 01    |
| 02   | Nelson Piquet      | Brabham-BMW     | 1:06,625   | 221,755 km/h      | 02    |
| 03   | Gilles Villeneuve  | Ferrari         | 1:07,106   | 220,165 km/h      | 03    |
| 04   | Riccardo Patrese   | Brabham-BMW     | 1:07,398   | 219,211 km/h      | 04    |
| 05   | Alain Prost        | Renault         | 1:08,133   | 216,846 km/h      | 05    |
| 06   | Didier Pironi      | Ferrari         | 1:08,360   | 216,126 km/h      | 06    |
| 07   | Keke Rosberg       | Williams-Ford   | 1:08,892   | 214,457 km/h      | 07    |
| 08   | Carlos Reutemann   | Williams-Ford   | 1:09,306   | 213,176 km/h      | 08    |
| 09   | John Watson        | McLaren-Ford    | 1:09,736   | 211,862 km/h      | 09    |
| 10   | Michele Alboreto   | Tyrrell-Ford    | 1:10,037   | 210,951 km/h      | 10    |
| 11   | Jacques Laffite    | Ligier-Matra    | 1:10,241   | 210,339 km/h      | 11    |
| 12   | Eliseo Salazar     | ATS-Ford        | 1:10,624   | 209,198 km/h      | 12    |
| 13   | Niki Lauda         | McLaren-Ford    | 1:10,681   | 209,029 km/h      | 13    |
| 14   | Derek Warwick      | Toleman-Hart    | 1:10,685   | 209,017 km/h      | 14    |
| 15   | Elio de Angelis    | Lotus-Ford      | 1:10,685   | 209,017 km/h      | 15    |
| 16   | Andrea de Cesaris  | Alfa Romeo      | 1:10,952   | 208,231 km/h      | 16    |
| 17   | Eddie Cheever      | Ligier-Matra    | 1:11,005   | 208,075 km/h      | 17    |
| 18   | Nigel Mansell      | Lotus-Ford      | 1:11,227   | 207,427 km/h      | 18    |
| 19   | Bruno Giacomelli   | Alfa Romeo      | 1:11,285   | 207,258 km/h      | 19    |
| 20   | Manfred Winkelhock | ATS-Ford        | 1:11,808   | 205,749 km/h      | 20    |
| 21   | Raul Boesel        | March-Ford      | 1:12,077   | 204,981 km/h      | 21    |
| 22   | Jochen Mass        | March-Ford      | 1:12,100   | 204,915 km/h      | 22    |
| 23   | Slim Borgudd       | Tyrrell-Ford    | 1:12,366   | 204,162 km/h      | 23    |
| 24   | Derek Daly         | Theodore-Ford   | 1:13,418   | 201,237 km/h      | 24    |
| 25   | Chico Serra        | Fittipaldi-Ford | 1:13,467   | 201,103 km/h      | 25    |
| 26   | Jean-Pierre Jarier | Osella-Ford     | 1:13,834   | 200,103 km/h      | 26    |
| DNQ  | Mauro Baldi        | Arrows-Ford     | 1:13,976   | 199,719 km/h      | –     |
| DNQ  | Riccardo Paletti   | Osella-Ford     | 1:15,504   | 195,677 km/h      | –     |
| DNQ  | Brian Henton       | Arrows-Ford     | 1:16,653   | 192,744 km/h      | –     |
| DNQ  | Teo Fabi           | Toleman-Hart    | keine Zeit | –                 | –     |

### Rennen
| Pos. | Fahrer             | Konstrukteur    | Runden | Stopps | Zeit        | Start | Schnellste Runde |
| ---- | ------------------ | --------------- | ------ | ------ | ----------- | ----- | ---------------- |
| 01   | Alain Prost        | Renault         | 77     | 1      | 1:32:08,401 | 05    | 1:08,278 (49.)   |
| 02   | Carlos Reutemann   | Williams-Ford   | 77     | 0      | + 14,946    | 08    | 1:10,526         |
| 03   | René Arnoux        | Renault         | 77     | 0      | + 27,900    | 01    | 1:09,763         |
| 04   | Niki Lauda         | McLaren-Ford    | 77     | 0      | + 32,113    | 13    | 1:10,577         |
| 05   | Keke Rosberg       | Williams-Ford   | 77     | 0      | + 46,139    | 07    | 1:11,133         |
| 06   | John Watson        | McLaren-Ford    | 77     | 0      | + 50,993    | 09    | 1:11,351         |
| 07   | Michele Alboreto   | Tyrrell-Ford    | 76     | 0      | + 1 Runde   | 10    | 1:11,892         |
| 08   | Elio de Angelis    | Lotus-Ford      | 76     | 0      | + 1 Runde   | 15    | 1:11,785         |
| 09   | Eliseo Salazar     | ATS-Ford        | 75     | 0      | + 2 Runden  | 12    | 1:13,080         |
| 10   | Manfred Winkelhock | ATS-Ford        | 75     | 0      | + 2 Runden  | 20    | 1:13,074         |
| 11   | Bruno Giacomelli   | Alfa Romeo      | 74     | 0      | + 3 Runden  | 19    | 1:13,593         |
| 12   | Jochen Mass        | March-Ford      | 74     | 0      | + 3 Runden  | 22    | 1:13,657         |
| 13   | Andrea de Cesaris  | Alfa Romeo      | 73     | 0      | + 4 Runden  | 16    | 1:10,164         |
| 14   | Derek Daly         | Theodore-Ford   | 73     | 0      | + 4 Runden  | 24    | 1:14,691         |
| 15   | Raul Boesel        | March-Ford      | 72     | 0      | + 5 Runden  | 21    | 1:14,380         |
| 16   | Slim Borgudd       | Tyrrell-Ford    | 72     | 1      | + 5 Runden  | 23    | 1:13,118         |
| 17   | Chico Serra        | Fittipaldi-Ford | 72     | 0      | + 5 Runden  | 25    | 1:12,970         |
| 18   | Didier Pironi      | Ferrari         | 71     | 3      | + 6 Runden  | 06    | 1:10,246         |
| –    | Jacques Laffite    | Ligier-Matra    | 54     | 1      | DNF         | 11    | 1:10,631         |
| –    | Derek Warwick      | Toleman-Hart    | 44     | 0      | DNF         | 14    | 1:14,120         |
| –    | Riccardo Patrese   | Brabham-BMW     | 18     | 0      | DNF         | 04    | 1:10,666         |
| –    | Eddie Cheever      | Ligier-Matra    | 11     | 0      | DNF         | 17    | 1:13,141         |
| –    | Gilles Villeneuve  | Ferrari         | 6      | 0      | DNF         | 03    | 1:10,655         |
| –    | Nelson Piquet      | Brabham-BMW     | 3      | 0      | DNF         | 02    | 1:11,412         |
| –    | Nigel Mansell      | Lotus-Ford      | 0      | 0      | DNF         | 18    | –                |
| –    | Jean-Pierre Jarier | Osella-Ford     | 0      | 0      | DNF         | 26    | –                |

## WM-Stände nach dem Rennen
Die ersten sechs des Rennens bekamen 9, 6, 4, 3, 2 bzw. 1 Punkt(e). In der Fahrerwertung wurden die besten elf Resultate, in der Konstrukteurswertung alle Resultate gewertet.

### Fahrerwertung
| Pos. | Fahrer             | Konstrukteur  | Punkte |
| ---- | ------------------ | ------------- | ------ |
| 01   | Alain Prost        | Renault       | 9      |
| 02   | Carlos Reutemann   | Williams-Ford | 6      |
| 03   | René Arnoux        | Renault       | 4      |
| 04   | Niki Lauda         | McLaren-Ford  | 3      |
| 05   | Keke Rosberg       | Williams-Ford | 2      |
| 06   | John Watson        | McLaren-Ford  | 1      |
| 07   | Michele Alboreto   | Tyrrell-Ford  | 0      |
| 08   | Elio de Angelis    | Lotus-Ford    | 0      |
| 09   | Eliseo Salazar     | ATS-Ford      | 0      |
| 10   | Manfred Winkelhock | ATS-Ford      | 0      |
| 11   | Bruno Giacomelli   | Alfa Romeo    | 0      |
| 12   | Jochen Mass        | March-Ford    | 0      |
| 13   | Andrea de Cesaris  | Alfa Romeo    | 0      |

| Pos. | Fahrer             | Konstrukteur    | Punkte |
| ---- | ------------------ | --------------- | ------ |
| 14   | Derek Daly         | Theodore-Ford   | 0      |
| 15   | Raul Boesel        | March-Ford      | 0      |
| 16   | Slim Borgudd       | Tyrrell-Ford    | 0      |
| 17   | Chico Serra        | Fittipaldi-Ford | 0      |
| 18   | Didier Pironi      | Ferrari         | 0      |
| –    | Jacques Laffite    | Ligier-Matra    | 0      |
| –    | Derek Warwick      | Toleman-Hart    | 0      |
| –    | Riccardo Patrese   | Brabham-BMW     | 0      |
| –    | Eddie Cheever      | Ligier-Matra    | 0      |
| –    | Gilles Villeneuve  | Ferrari         | 0      |
| –    | Nelson Piquet      | Brabham-BMW     | 0      |
| –    | Nigel Mansell      | Lotus-Ford      | 0      |
| –    | Jean-Pierre Jarier | Osella-Ford     | 0      |

### Konstrukteurswertung
| Pos. | Konstrukteur  | Punkte |
| ---- | ------------- | ------ |
| 01   | Renault       | 15     |
| 02   | Williams-Ford | 8      |
| 03   | McLaren-Ford  | 4      |
| 04   | Tyrrell-Ford  | 0      |
| 05   | Lotus-Ford    | 0      |
| 06   | ATS-Ford      | 0      |
| 07   | Alfa Romeo    | 0      |
| 08   | Theodore-Ford | 0      |

| Pos. | Konstrukteur    | Punkte |
| ---- | --------------- | ------ |
| 09   | March-Ford      | 0      |
| 10   | Fittipaldi-Ford | 0      |
| 11   | Ferrari         | 0      |
| –    | Ligier-Matra    | 0      |
| –    | Toleman-Hart    | 0      |
| –    | Brabham-BMW     | 0      |
| –    | Osella-Ford     | 0      |